# Speicherbecken Geeste

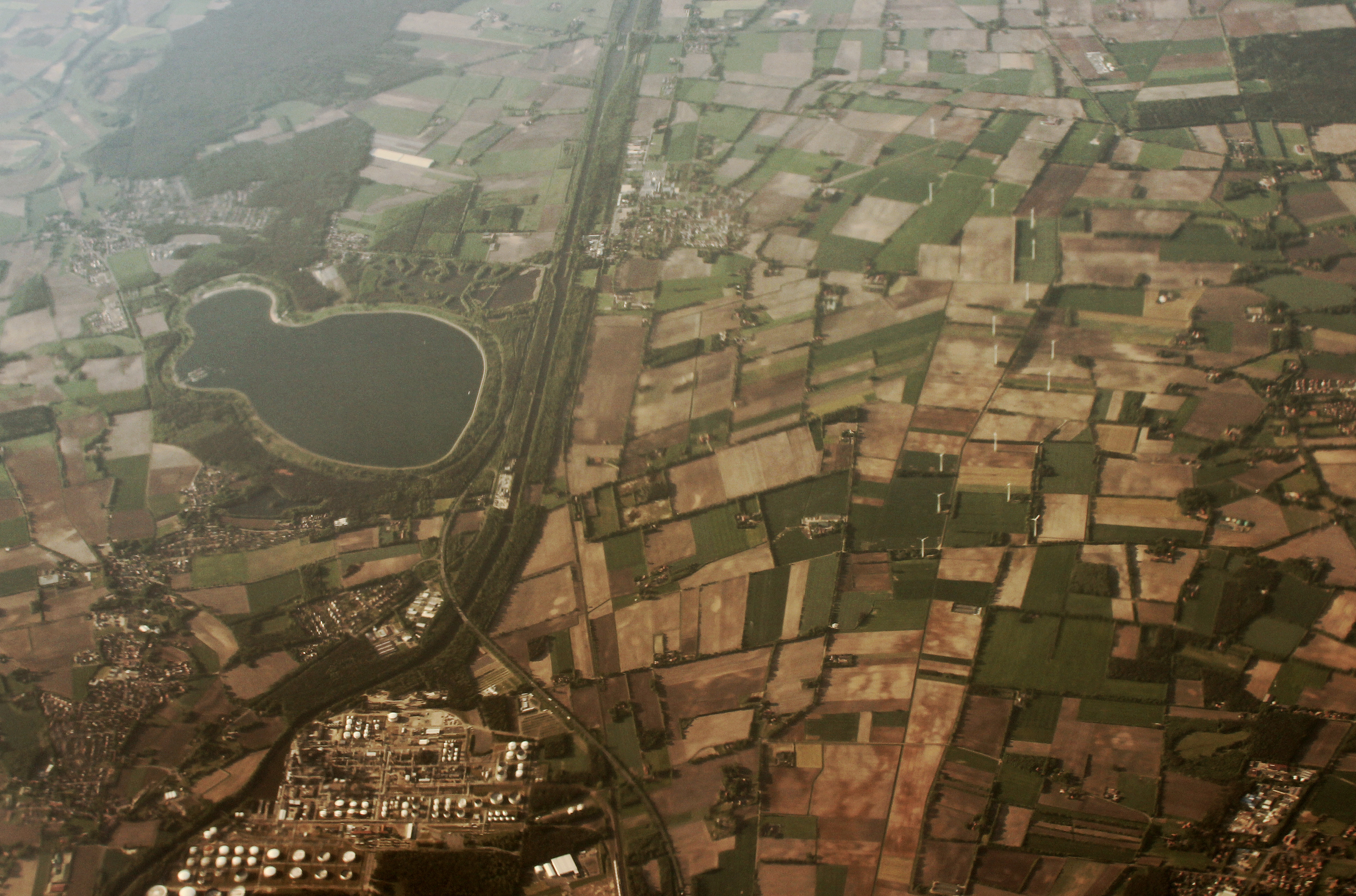
Luftbild, 2016

Der Speichersee Geeste bei Geeste ist ein Stillgewässer zwischen Lingen (Ems) und Meppen im Emsland (Niedersachsen).

## Der See
Der künstliche See wurde in den 1980er Jahren als Kühlwasserbecken für das zwölf Kilometer entfernte und seit 2023 stillgelegte Kernkraftwerk Emsland auf dem ehemaligen Staatsforst Lingen "Biener Sand" und "Geester Sand" erbaut. Er ist etwa zwei Kilometer lang und an der breitesten Stelle 1,3 km breit. Er liegt an der B 70 und 15 Meter höher als das umgebende Gelände. Die Wasserfläche beträgt laut Angaben des RWE 230 Hektar. Der See hat außer Niederschlägen und Grundwasser keine natürlichen Zuflüsse. Sein Wasser wird der Ems über den Dortmund-Ems-Kanal entnommen und bei Bedarf zurückgegeben. Der Ringdamm ist ein Staudamm aus Erdschüttmassen.
Wenn die Emswasserführung für die Lieferung der im Normalbetrieb des Kraftwerkblockes benötigten Zusatzwassermengen nicht ausreichte, konnte diese ganz oder teilweise aus dem Speichersee entnommen werden. Das gespeicherte Wasser wurde über den Dortmund-Ems-Kanal dem Entnahmebereich des Blockes zugeführt. Die durch den Speichersee bereitgestellte Wassermenge diente nur zur Aufrechterhaltung des normalen Leistungsbetriebes. Die für die Nachwärmeabfuhr benötigten Wassermengen konnten immer aus dem natürlichen Abfluss der Ems gedeckt werden. Diese Wassermengen stehen auch noch bei einem Versagen des Wehres Hanekenfähr zur Verfügung. Der Füllstand fällt bei dieser Entnahme um ca. 7,5 cm pro Tag. Der See, wie auch das Kraftwerk, gehören zu 100 % der RWE.

### Dürresommer 2018
Die Dürre des Jahres 2018 führte zu einer starken Wasserentnahme aus dem Speicherbecken. Mit dem in die Ems über den Dortmund-Ems-Kanal abgegebenen Wasser wurde die Kühlwasserentnahme der Lingener Gaskraftwerke und des Atomkraftwerkes Emsland ausgeglichen. Ohne dieses Ausgleichswasser hätten die Kraftwerke ihre Leistung drosseln müssen. Dem Volumen des Sees wurde von 18 Mio. m³ bis zum Anfang des Oktobers 9,5 Mio. m³ entnommen. Bis zum 30. Oktober stieg die Gesamtentnahme auf 10,5 Mio. m³ an, so dass der See nur noch eine Wassertiefe von bis zu 2,6 m aufwies. Aus den Fluten tauchten zahlreiche Objekte, die vor allem dem Fischbesatz und dem Tauchsport dienen, auf.

## Tourismus
Am Speichersee befindet sich ein 850 m langer Sandstrand mit Liegewiese, Gastronomie, Sonnenterrasse, einem großen Kinderspielplatz, einer Halfpipe für Inlineskater und einem Beachvolleyballfeld. Außerdem gibt es zahlreiche Outdoorangebote, wie Windsurfen, Segeln, Tauchen, Stand-Up-Paddling und einen Mountainbike-Trail. Etwa 15 km lange gepflasterte Rad- und Wanderwege erschließen den See, davon 5,8 km auf der Dammkrone. Direkt am See besteht seit 2006 der Ferienpark Emspark Auenwald. Ferner gibt es am Speichersee einen Jugendzeltplatz, einen Wohnmobilstellplatz sowie ein Jugendhaus. Das Haus wird vom Verein Jugendhaus am Speicherbecken Geeste e.V. geführt.
Am zweiten Wochenende im Juli findet die Geester Seemeile statt, am zweiten Sonntag im August ein Shanty-Open-Air und im Frühjahr/Sommer ein Drachenfest.

## Feuchtbiotop
Nördlich des Speichersees liegt ein 50 ha großes Feuchtbiotop mit seltenen Tier- und Pflanzenarten. Es wurde als ökologische Ausgleichsmaßnahme für den Bau des Speichersees angelegt. Es ist für Besucher gesperrt, jedoch gibt es Aussichtspunkte, von denen das Feuchtbiotop beobachtet werden kann. 

## Galerie

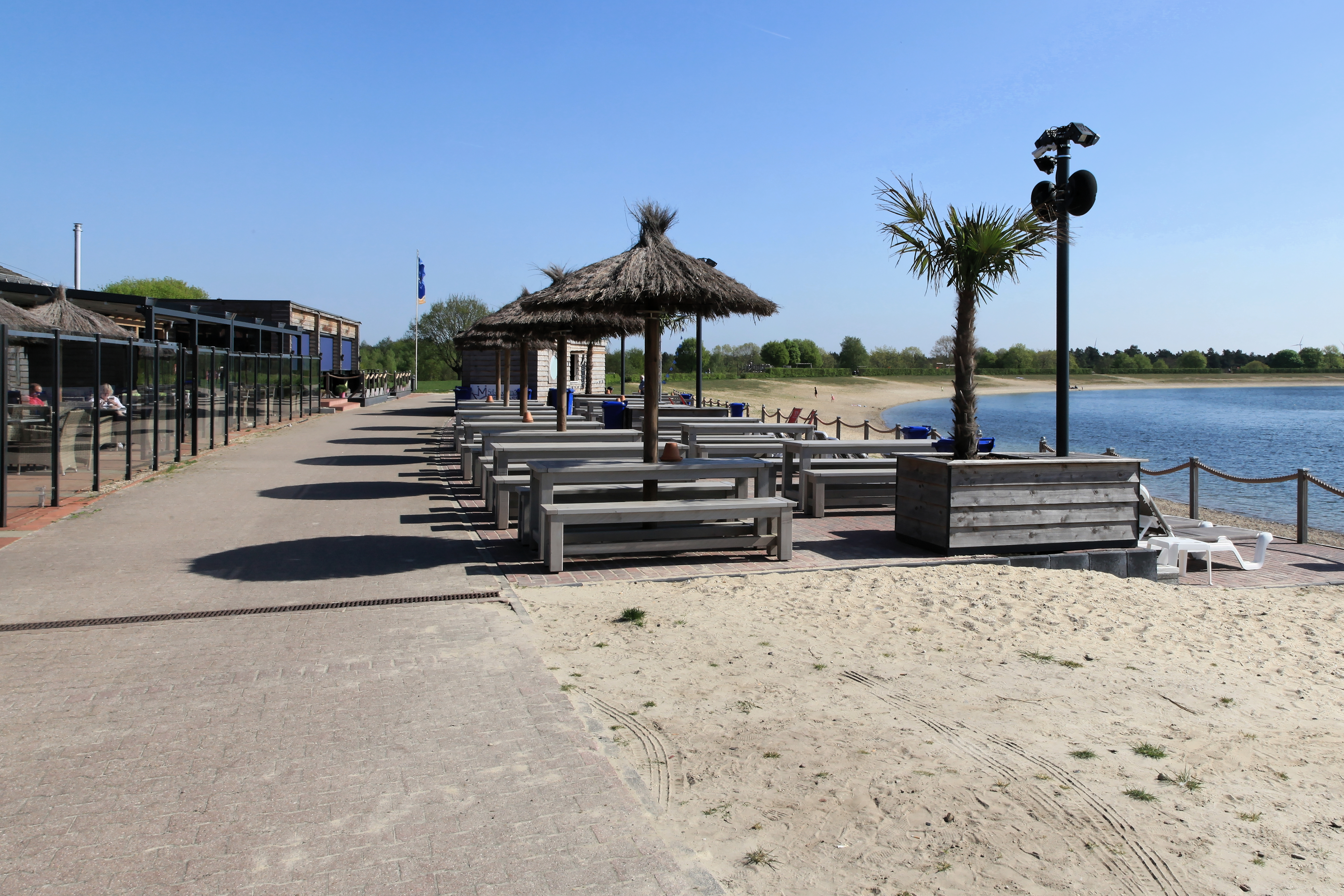
Restaurant und Strandbar „Deichkrone“ am Speicherbecken
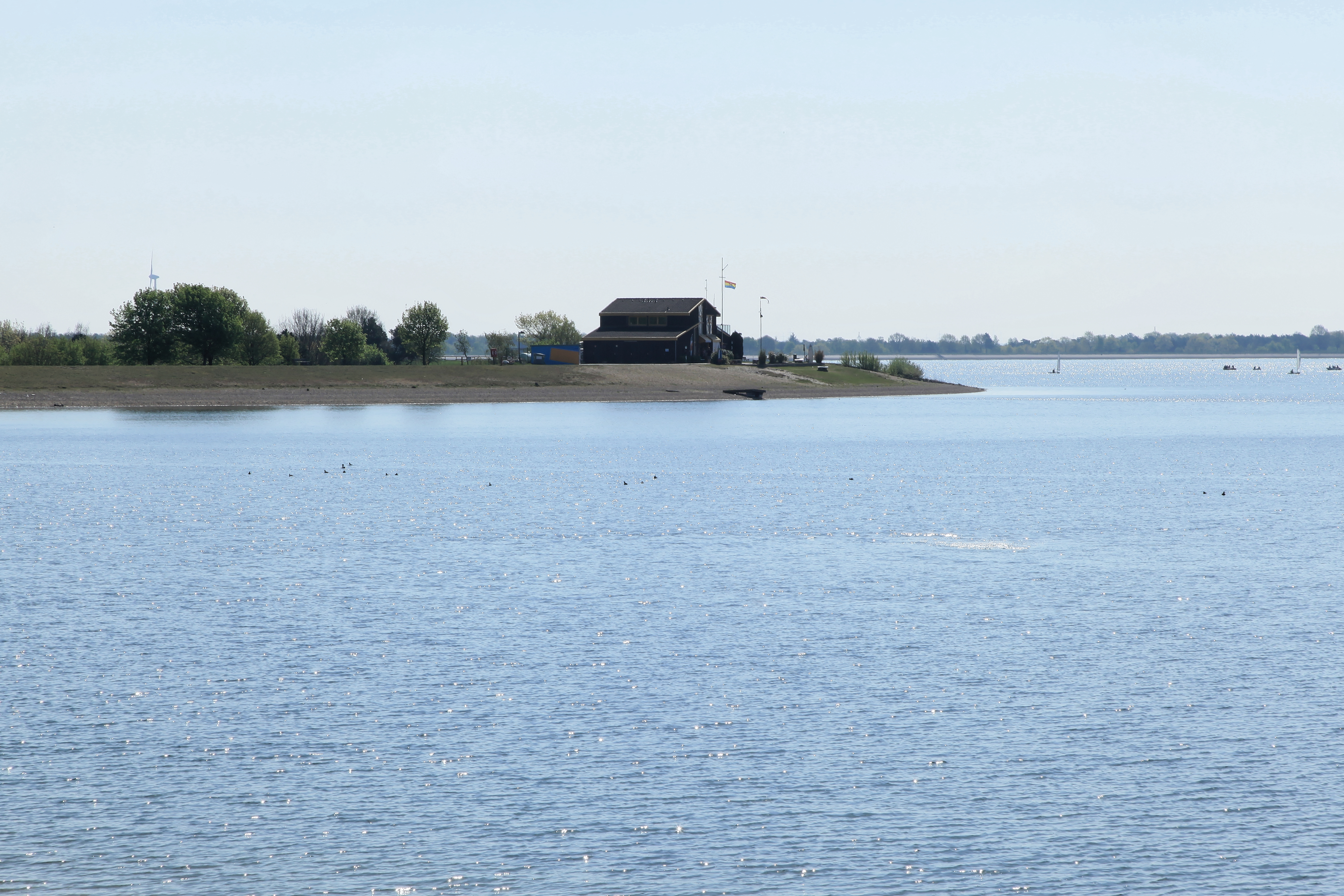
Blick zum Surfhaus
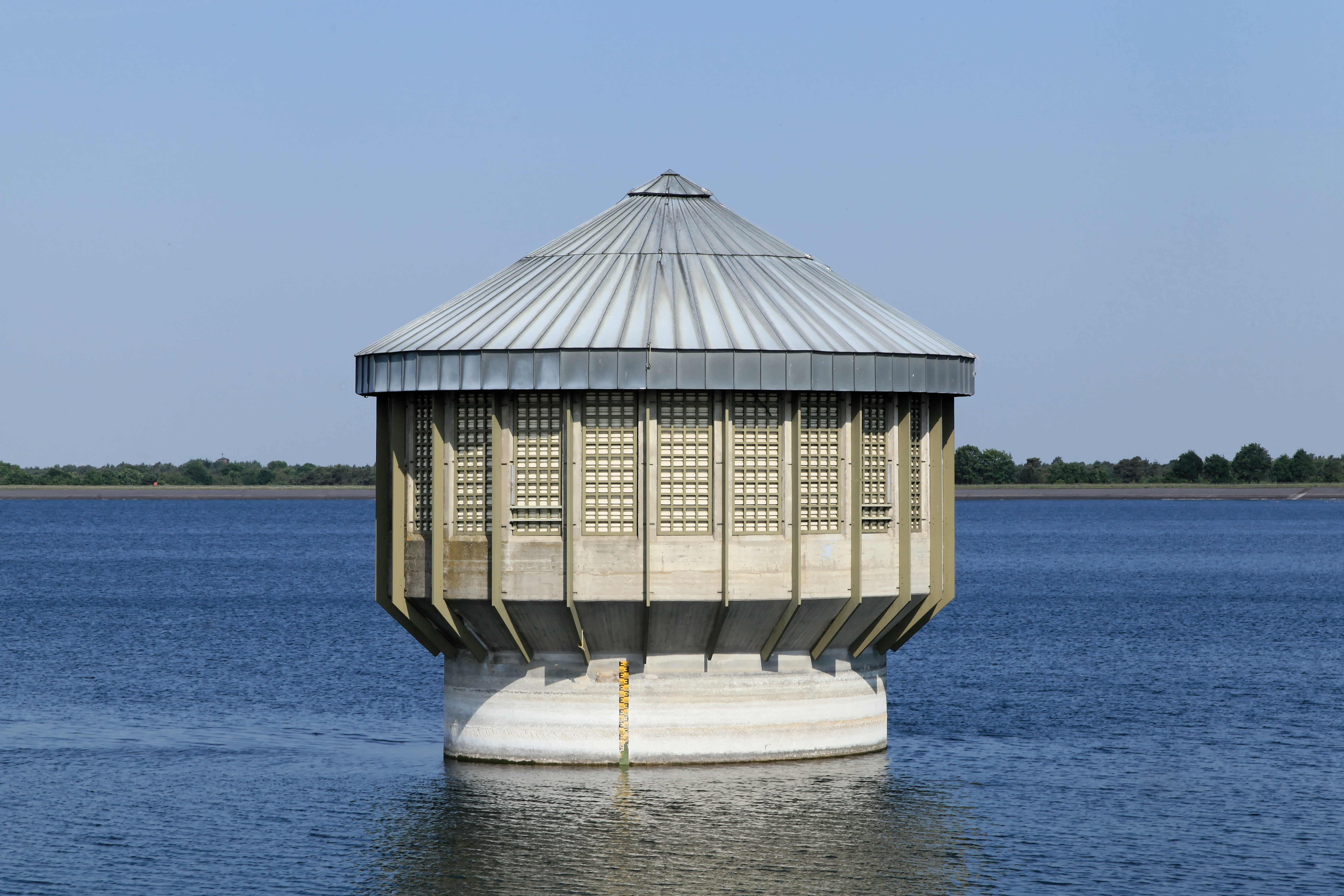
Entnahmeturm
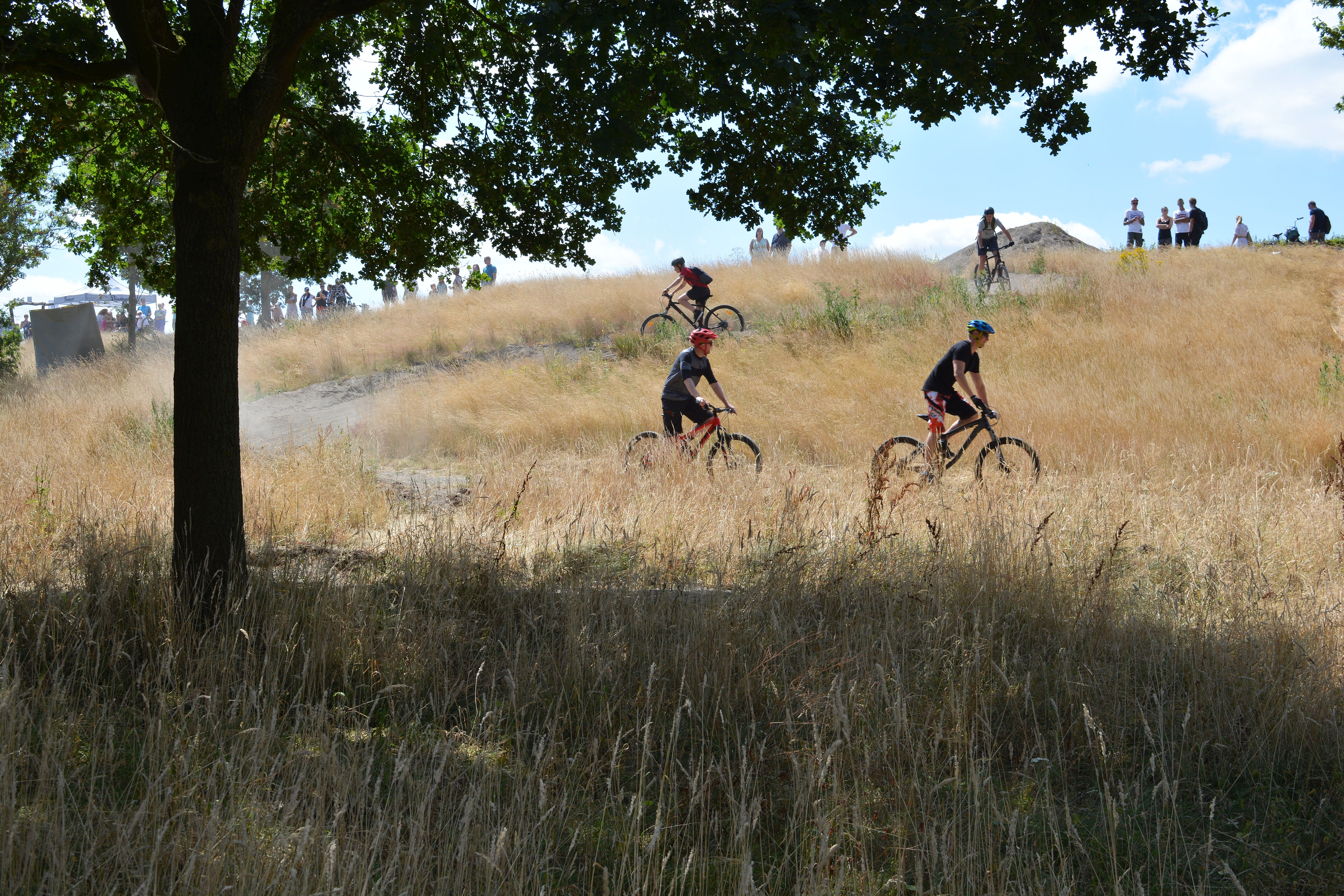
Mountainbike Trail des Windsurfclubs Emsland